# صدیق صفی‌زاده
صدیق صفی‌زاده (بوره‌که‌ای) (زاده ۱۳۲۲ در زرینه ورمزیار) (درگذشته: غروب چهارشنبه ۱۴۰۲٫۵٫۴ {۲۶ ژوئیه ۲۰۲۳} در تهران محل دفن: آرامگاه نامداران کُرد مهاباد) نویسنده، مترجم، فرهنگ‌نویس، شاعر، پژوهشگر ادبیات و تاریخ کرد اهل ایران است. صفی‌زاده بیش از هر چیز به دلیل تصحیح متون کلاسیک ادبیات کردی، ترجمهٔ برخی آثار فارسی به زبان کردی و نیز نگارش فرهنگ‌های واژگان کردی-فارسی ماد و بوره‌که‌ای شناخته شده‌است. صدیق صفی‌زاده قرآن را به کردی سورانی ترجمه کرده و همچنین تفسیری به زبان کردی بر جزء سی‌ام قرآن نوشته که با نام تفسیر بوره‌که‌ای شناخته شده‌است. او برگزیده‌ای از اشعار مولوی، شاهنامهٔ فردوسی و خیام را به کردی سورانی ترجمه کرده‌است. صفی‌زاده همچنین پژوهش‌هایی در رابطه با دین یارسان انجام داده و علاوه بر چاپ کتاب‌هایی دربارهٔ شخصیت‌های دینی یارسان، نسخه‌ای از کتاب سرانجام را نیز تصحیح و با عنوان نامهٔ سرانجام منتشر کرده‌است. سرانجام به تصحیح صدیق صفی‌زاده با انتقادات وسیعی مواجه شده و مورد قبول پیران و مسندنشینان یارسان قرار نگرفته‌است.

## زندگی
صدیق صفی‌زاده در سال ۱۳۲۲ در روستای زرینه ورمزیار در بخش مرکزی شهرستان دیواندره در استان کردستان به دنیا آمد. در تکاب به مدرسه رفت و دورهٔ ابتدایی را در آنجا به پایان رساند. در سال ۱۳۳۵ و در زمانی که ۱۳ سال داشت، به دلیل مهاجرت خانواده‌اش به عراق رفت و در آنجا تحصیلاتش را به پایان رساند. صفی‌زاده در دانشگاه بغداد در رشتهٔ زبان و ادبیات عربی به تحصیل پرداخت و از ان دانشگاه فارغ‌التحصیل شد. پس از پایان درسش در سال ۱۳۴۳ به ایران بازگشت و به استخدام ارتش درآمد. او همزمان با خدمت در ارتش به تحصیل دروس مذهبی پرداخت و در رشته‌های فقه و تفصیر نزد شیخ محمد شیخ‌الاسلام تحصیل کرد و در نهایت در فقه اهل سنت به درجهٔ اجتهاد رسید. پس از آن در دانشگاه تهران به تدریس زبان و ادبیات فارسی پرداخت. در این دوران با برخی از چهره‌های ناسیونالیست ایرانی مانند ابراهیم پورداوود و بهرام فره‌وشی در ارتباط قرار گرفت و تحت تأثیر آن‌ها به آموختن زبان‌های باستانی و تحقیق دربارهٔ ادیان دست زد. او کتاب‌های بسیاری به رشتهٔ تحریر درآورده و آثار بسیاری را از ادبیات کلاسیک کردی تصحیح و منتشر کرده‌است.

## آثار

### یارسان
- ص‍ف‍ی‌زاده، ص‍دی‍ق‏‫، اه‍ل ح‍ق: پ‍ی‍ران و م‍ش‍اه‍ی‍ر، وی‍راس‍ت‍ار م‍ج‍ت‍ب‍ی م‍ق‍دس‍ی، ت‍ه‍ران: ح‍روف‍ی‍ه‌‬‏‫، ۱۳۸۷. ‬
- ص‍ف‍ی‌زاده، ص‍دی‍ق، ب‍زرگ‍ان ی‍ارس‍ان (اهل ح‍ق)، سنندج: صدیق بوره‌که‌ای‏‫ (صفی‌زاده)‬‏‫، ۱۳۵۲. ‬
- ص‍ف‍ی‌زاده، ص‍دی‍ق، دان‍ش‍ن‍ام‍هٔ ن‍ام‌آوران ی‍ارس‍ان: ش‍ام‍ل م‍ش‍اه‍ی‍ر و چ‍ه‍ره‌ه‍ای ادب‍ی، اح‍وال و آث‍ار آن‍ان، ت‍ه‍ران: ه‍ی‍رم‍ن‍د، ۱۳۷۶.
- ص‍ف‍ی‌زاده، ص‍دی‍ق، مشاهیر اهل حق‏‫، تهران: کتابخانه طهوری‏‫، ۱۳۶۰. ‬
- ص‍ف‍ی‌زاده، ص‍دی‍ق، ن‍وش‍ت‍ه‌ه‍ای پ‍راک‍ن‍ده درب‍ارهٔ ی‍ارس‍ان (اه‍ل ح‍ق)، ب‍ه ان‍ض‍م‍ام ف‍ره‍ن‍گ ل‍غ‍ات گ‍وران‍ی، ت‍ه‍ران: عطائی‏‫، ۱۳۶۱. ‬
- ص‍ف‍ی‌زاده، ص‍دی‍ق‏‫، نامهٔ سرانجام (کلام خزانه): یکی از متون کهن یارسان (اهل حق)‏‫، متن مصحح و ترجمهٔ آن به زبان فارسی، با مقدمه و حاشیه و تفسیرها و اصطلاحات عرفانی به همراه یادداشت‌های زبان‌شناسی و فرهنگ گورانی، ت‍ه‍ران: ه‍ی‍رم‍ن‍د، ۱۳۷۵؛ تهران: سفیر اردهال‏‫، ‏‫۱۳۹۷. ‬‬
- ص‍ف‍ی‌زاده، ص‍دی‍ق، دورهٔ ب‍ه‍ل‍ول: ی‍ک‍ی از م‍ت‍ون ک‍ه‍ن ی‍ارس‍ان‌، ت‍ه‍ران: طه‍وری‏‫، ۱۳۶۳. ‬
- دورهٔ ه‍ف‍ت‍وان‍ه ج‍زوی از ن‍ام‍ه م‍ی‍ن‍وی س‍ران‍ج‍ام، ت‍ف‍س‍ی‍ر و ت‍أل‍ی‍ف ص‍دی‍ق ص‍ف‍ی‌زاده (ب‍وره‌ک‍ه‌ئ‍ی)، ت‍ه‍ران: طه‍وری‏‫، ۱۳۶۱. ‬
- ای‍ل ب‍ی‍گ‍ی ج‍اف، پ‍ێش‌ب‍ی‍ن‍یی‍ه‌ک‍ان‍ی ع‍ێل‌ب‍ه‌گ‍ی ج‍اف‌، کوکردنه‌وه و شی‌کردنه‌وهٔ ص‍دی‍ق ب‍وره‌ک‍ه‌ی‍ی (ص‍ف‍ی‌زاده)، [بی‌جا: بی‌نا]‏‫، ۱۳۶۰؛ سنندج: زیبا (چاپخانه)؛ س‍ن‍ن‍دج: ص‍دی‍ق ب‍وره‌ک‍ه‌ی‍ی (ص‍ف‍ی‌زاده)، ۱۳۸۲؛ تهران: عطایی، ۱۳۷۳.
- ل‍رس‍ت‍ان‍ی، ال‍م‍اس ب‍ن م‍ح‍م‍د، پێشبینییه‌کانی خان ئه‌ڵماس، گردآورنده صدیق صفی‌زاده (بوره‌که‌ای)، سنندج: [بی نا]‏‫، ۱۳۶۹. ‬
- دروی‍ش اج‍اق، پ‍ی‍ش‍گ‍وی‍ی‌ه‍ای دروی‍ش اج‍اق، م‍ت‍رج‍م ص‍دی‍ق ص‍ف‍ی‌زاده، ت‍ه‍ران: آش‍ی‍ان‍ه ک‍ت‍اب، ع‍طائ‍ی، ۱۳۸۱.

### تصحیح متون ادبیات کردی
- خ‍ان‍ای ق‍ب‍ادی، ‏‫ خسرو و شیرین خانای‌قبادی، ویراستهٔ م. اورنگ‬‏‫، باهمکاری صفی‌زاده (بوره‌که‌ای)، [بی‌جا‬‏‫: بی‌نا]‬‏‫، تهران‏‫: چاپخانهٔ چهر‏، ۱۳۴۸. ‬‏
  - خ‍ان‍ای ق‍ب‍ادی، ‏‫ خ‍ه‌س‍ره‌و و ش‍ی‍ری‍ن‍ی خ‍ان‍ای ق‍وب‍ادی، س‍اغ‌ک‍ردن‍ه‌وه و ک‍وک‍ردن‍ه‌وه ه‍ی ص‍دیق ب‍وره‌ک‍ه‌ی‍ی (ص‍ف‍ی‌زاده)، سنندج: صدیق بوره‌که‌ای‏‫ (صفی‌زاده)‬‏‫، ۱۳۶۹. ‬
- ب‍ی‍س‍اران‍ی، م‍ص‍طف‍ی‌ب‍ن ق‍طب‌ال‍دی‍ن، دی‍وان‍ی ب‍ی‍س‍اران‍ی‌، ئ‍ام‍اده ک‍ردن و س‍اغ ک‍ردن‍ه‌وهٔ ص‍دی‍ق ص‍ه‌ف‍ی‌زاده، س‍ن‍ن‍دج: ک‍ردس‍ت‍ان، ۱۳۸۱.
- م‍ول‍وی، ع‍ب‍دال‍رح‍ی‍م‌ب‍ن س‍ع‍ی‍د، دی‍وان‍ی م‍ه‌ول‍ه‌وی، س‍اغ‌ک‍ردن‍ه‌وهٔ ص‍دی‍ق ب‍ورک‍ه‌ی‍ی (ص‍ف‍ی‌زاده)، [ب‍ی‌ج‍ا]: ح‍ی‍دری، ۱۳۶۹.

### تصحیح متون فارسی
- م‍س‍ت‍وره ک‍ردس‍ت‍ان‍ی، م‍اه ش‍رف‌ب‍ن‍ت اب‍وال‍ح‍س‍ن، دی‍وان م‍س‍ت‍وره ک‍ردس‍ت‍ان‍ی، وی‍راس‍ت‍ه ص‍دی‍ق ص‍ف‍ی‌زاده (ب‍وره‌ک‍ه‌ئ‍ی)، ت‍ه‍ران: ام‍ی‍رب‍ه‍ادر، ۱۳۷۷.

### تاریخ ادبیات کردی
- ص‍ف‍ی‌زاده، ص‍دی‍ق، ت‍ه‌ڵای ده‌س‍ت‍ه‌وش‍ار، ی‍ا م‍ی‍ژووی ب‍وی‍ژان‍ی ه‍ه‌وش‍ار، [ب‍ی‌ج‍ا]: ح‍ی‍دری، ۱۳۶۹.
- ص‍ف‍ی‌زاده، ص‍دی‍ق، کُردی ب‍ی‍ام‍وزی‍م، ت‍ه‍ران: بنیاد نیشابور، نشر بلخ‏‫، ۱۳۶۰. ‬
- ص‍ف‍ی‌زاده، ص‍دی‍ق، م‍ێژووی وێژهٔ ک‍وردی، ب‍ان‍ه: ن‍اج‍ی، ۱۳۷۰.

### تاریخ ادبیات فارسی
- ص‍ف‍ی‌زاده، ص‍دی‍ق، ت‍اری‍خ ادب‍ی‍ات ای‍ران، ۳ مجلد، ت‍ه‍ران: ع‍اب‍د، ۱۳۸۲.
- ص‍ف‍ی‌زاده، ص‍دی‍ق، پ‍ارس‍ی‌گ‍وی‍ان کُرد، ص‍دی‍ق ص‍ف‍ی‌زاده، ۱۳۶۶.

### تاریخ
- ص‍ف‍ی‌زاده، ص‍دی‍ق، ت‍اری‍خ پ‍ن‍ج ه‍زار س‍ال‍هٔ ای‍ران، ۲ مجلد، ت‍ه‍ران: آرون‏‫، ۱۳۸۲. ‬
- ص‍ف‍ی‌زاده، ص‍دی‍ق‏‫، تاریخ فلاسفهٔ ایران، تهران: اندیشهٔ خلاق‏‫، ۱۳۸۶. ‬
- ص‍ف‍ی‌زاده، ص‍دی‍ق، ت‍اری‍خ کُرد و کُردس‍ت‍ان، ت‍ه‍ران: آت‍ی‍ه، ۱۳۷۸.
- ص‍ف‍ی‌زاده، ص‍دی‍ق، ت‍اری‍خ م‍وس‍ی‍ق‍ی کُردی، ت‍ه‍ران: ب‍ه‍ن‍ام، ۱۳۷۷.
- ص‍ف‍ی‌زاده، ص‍دی‍ق‏‫، ص‍لاح‌ال‍دی‍ن‍ی ئ‍ه‌ی‍ووب‍ی: رۆڵهٔ ن‍ه‌م‍ری ک‍ورد، ت‍ه‍ران: ع‍طائ‍ی‏‫، ۱۳۶۱. ‬
- صفی‌زاده، صدیق، کورش و داریوش بزرگ، تهران: کمال اندیشه تهران، ۱۳۸۵.

### پژوهش مردم‌شناختی
- ص‍ف‍ی‌زاده، ص‍دی‍ق‏‫، طب س‍ن‍ت‍ی در م‍ی‍ان کُردان، ت‍ه‍ران: ع‍طائ‍ی‏‫، ۱۳۷۵. ‬
- ص‍ف‍ی‌زاده، ص‍دی‍ق، ن‍وروز در م‍ی‍ان کُرده‍ا، [بی‌جا: بی نا]‏‫، [تهران]: چهر‏‫(چاپخانه)‬، ؟۱۳.
- ص‍ف‍ی‌زاده، ص‍دی‍ق، ه‍ۆزی گ‍ه‌ڵاڵی، ص‍دی‍ق ص‍ف‍ی‌زاده، ۱۳۷۸.

### تفسیر قرآن
- ص‍ف‍ی‌زاده، ص‍دی‍ق، ت‍ه‌ف‍س‍ی‍ری ب‍وره‌ک‍ه‌ی‍ی: ل‍ه س‍ه‌ر ج‍زم‍ی س‍ی‍ه‍ه‌م‍ی ق‍ورئ‍ان‍ی پ‍ی‍روز (ت‍ف‍س‍ی‍ر ب‍وره‌ک‍ه‌ی‍ی ب‍ر ج‍زء س‍ی‌ام ق‍رآن ک‍ری‍م)، ت‍ه‍ران: ام‍ی‍رک‍ب‍ی‍ر، ۱۳۶۴.

### ترجمه کُردی
- قرآن. کردی-عربی، ألقرآن‌الکریم، ترجمهٔ صدیق صفی‌زاده، تهران: شرکت تعاونی کارآفرینان فرهنگ و هنر، ‏‫۱۳۸۸. ‬
- زن‍ج‍ان‍ی، اب‍وع‍ب‍دال‍ل‍ه، م‍ێژووی ق‍ورئ‍ان، وه‌رگ‍ێڕاوی ص‍دی‍ق ب‍وره‌ک‍ه‌ی‍ی (ص‍ف‍ی‌زاده)، ت‍ه‍ران: ڕێک‍خ‍راوی ڕاگ‍ه‌ی‍ان‍دن‍ی ئ‍ی‍س‍لام‍ی (س‍ازم‍ان ت‍ب‍ل‍ی‍غ‍ات اس‍لام‍ی)، ۱۳۶۶.
- ع‍ل‍ی‌ب‍ن اب‍ی طال‍ب، ڕێی ڕه‌وان ب‍ێژی (ن‍ه‍ج‌ال‍ب‍لاغ‍ه)، ۲ مجلد، [گ‍ردآورن‍ده س‍ی‍د رض‍ی، وه‌رگ‍ی‍راوی ص‍دی‍ق ب‍وره‌ک‍ه‌ی‍ی (ص‍ف‍ی زاده)، ب‍ه‌راوردک‍ار ن‍زام س‍ال‍ه‌ح‍ی، س‍ن‍ن‍دج: پ‍رت‍وب‍ی‍ان، ۱۳۸۴.
- م‍ول‍وی، ج‍لال‌ال‍دی‍ن م‍ح‍م‍دب‍ن م‍ح‍م‍د، دی‍وان‍ی م‍ه‌ول‍ه‌وی‌، س‍اغ ک‍ردن‍ه‌وهٔ ص‍دی‍ق ب‍وره‌ک‍ه‌ی‍ی (ص‍ف‍ی‌زاده)، [ت‍ه‍ران]: ح‍ی‍دری، ۱۳۶۹.
- م‍طه‍ری، م‍رت‍ض‍ی، داس‍ت‍ان‍ی ڕاس‍ت‍ان، ن‍ووس‍راوی م‍ورت‍ه‌زا م‍وت‍ه‌ه‍ه‌ری، وه‌رگ‍ی‍راوی ص‍دی‍ق ب‍وره‌ک‍ه‌ی‍ی (ص‍ف‍ی‌زاده)، ت‍ه‍ران.
- ف‍ردوس‍ی، اب‍وال‍ق‍اس‍م، ش‍ان‍ام‍ه، وه‌رگ‍ی‍راو و ه‍ون‍راوهٔ ص‍دی‍ق ب‍وره‌ک‍ه‌ی‍ی، س‍ن‍ن‍دج: پ‍رت‍و ب‍ی‍ان‏‫، ۱۳۸۴. ‏‬
- ف‍واد، ک‍م‍ال، ی‍ادداش‍ت‌ه‍ای ان‍ت‍ق‍ادی درب‍ارهٔ ک‍ت‍اب خ‍لاص‍هٔ ت‍اری‍خ ک‍رد و ک‍ردس‍ت‍ان ن‍وش‍ت‍ه‍. ش‍ادروان م‍ح‍م‍دام‍ی‍ن زک‍ی (۱۳۶۷–۱۲۹۷ ه‍ج‍ری)، ت‍رج‍م‍هٔ ص‍دی‍ق ص‍ف‍ی‌زاده، ت‍ه‍ران: ص‍دی‍ق ص‍ف‍ی‌زاده، ۱۳۸۰.
- ق‍طب، س‍ی‍د، ئ‍ی‍مه چ‍ی ئ‍ه‌ڵێی‍ن‌، ص‍دی‍ق ب‍وره‌ک‍ه‌ی‍ی وه‌ری‌گ‍ێڕاوه‌ت‍ه س‍ه‌ر زم‍ان‍ی ک‍وردی، ت‍ه‍ران: ڕێک‍خ‍راوی ڕاگ‍ه‌ی‍ان‍دن‍ی ئ‍ی‍س‍لام‍ی (س‍ازم‍ان ت‍ب‍ل‍ی‍غ‍ات اس‍لام‍ی)، ۱۳۶۵.
- خیام، عمر، ص‍ف‍ی‌زاده، ص‍دی‍ق، چ‍وارخ‍ش‍ت‍ه‌ک‍ی‍ه‌ک‍ان‍ی خ‍ه‌ی‍ام، ت‍ه‍ران.

### شعر
- ص‍ف‍ی‌زاده، ص‍دی‍ق، پ‍ی‍ری ده‌ری‍ا، ه‍ون‍راوهٔ ص‍دی‍ق ب‍ورک‍ه‌ی‍ی (ص‍ف‍ی‌زاده)، [ب‍ی‌ج‍ا]: ح‍ی‍دری، ۱۳۶۹.
- ص‍ف‍ی‌زاده، ص‍دی‍ق، زه‌م‍ب‍ی‍ل‌ف‍رۆش‌، ه‍ون‍راوهٔ ص‍دی‍ق ب‍وره‌ک‍ه‌ی‍ی (ص‍ف‍ی‌زاده)، م‍ه‍اب‍اد.
- ص‍ف‍ی‌زاده، ص‍دی‍ق، ه‍ی‍وا، ه‍ون‍راوهٔ ص‍دی‍ق ب‍وره‌ک‍ه‌ی‍ی (ص‍ف‍ی‌زاده)، س‍ن‍ن‍دج.

### فرهنگ واژگان
- ص‍ف‍ی‌زاده، ص‍دی‍ق، ف‍ره‍ن‍گ ب‍وره‌ک‍ه‌ی‍ی: کُردی ب‍ه ف‍ارس‍ی، ۲ مجلد، ت‍ه‍ران: ن‍ش‍ر پ‍ل‍ی‍ک‍ان، ۱۳۷۹.
- اورن‍گ، م‍راد، ف‍ره‍ن‍گ ک‍ردی، گ‍ردآوری م. اورن‍گ، ب‍ا ه‍م‍ک‍اری ص‍ف‍ی‌زاده (ب‍وره ک‍ه‌ئ‍ی)، ت‍ه‍ران: ۱۳۴۷.
- ص‍ف‍ی‌زاده، ص‍دی‍ق، فرهنگ لغات عربی به کُردی و کُردی به کُردی، تهران: شرکت تعاونی کارآفرینان فرهنگ و هنر‏‫‏، ۱۳۸۹. ‬‬
- ص‍ف‍ی‌زاده، ص‍دی‍ق، ف‍ره‍ن‍گ م‍اد ک‍ردی ب‍ه ف‍ارس‍ی: ش‍ام‍ل ی‍ک م‍ق‍دم‍ه و دو ب‍خ‍ش، واژه‌ه‍ا، اع‍لام، ح‍اوی واژه‌ه‍ا و اص‍طلاح‍ات ف‍ص‍ی‍ح گ‍وی‍ش‌ه‍ا و گ‍ون‍ه‌ه‍ای ک‍ردی، ت‍ه‍ران: ع‍طائ‍ی، ۱۳۶۱.
- ص‍ف‍ی‌زاده، ص‍دی‍ق، ‏‫واژه‌ه‍ای ه‍م‍ان‍ن‍د در پ‍ه‍ل‍وی و ک‍ردی: دارای ۱۵۹۱ واژه پهلوی‬‏‫، [ب‍ی‌ج‍ا‬‏‫: بی‌نا‏‫، ۱۳۵۰]. ‬